# Faun (zespół muzyczny)
Faun – niemiecki zespół muzyczny grający muzykę z gatunku pagan folk, dark wave oraz Neo-Medieval.

## Historia
Zespół został założony w 1999 roku przez Olivera „SaTyr” Pade, Birgit Muggenthaler oraz Wernera Schwaba. W 2001 roku Muggenthaler i Schwab opuścili zespół, a jego nową członkinią została Elisabeth Pawelke. W 2002 roku ukazał się ich pierwszy album Zaubersprüche. W 2002 roku do zespołu dołączyła Fiona Ruggeberg, dwa lata później – Rüdiger Maul jako perkusista, a także Niel Mitra, który gościnnie wystąpił na pierwszej płycie, a później stał się oficjalnym członkiem zespołu.
W 2003 roku zespół wydał swój drugi album, zatytułowany Licht, i wystąpił na wielu festiwalach w celu promowania albumu
Elisabeth Pawelke opuściła zespół w 2008 roku, aby skupić się na studiach w Bazylei, Szwajcaria. Zastąpiła ją Sandra Elflein, która opuściła Faun w kwietniu 2010 roku z powodu ciąży i problemów zdrowotnych, która z kolei została zastąpiona w latach 2010–2012 przez Margarete „Rairda” Eibl. W 2013 roku nową członkinią zespołu została Katja Moslehner. W 2020 roku z powodów osobistych zespół opuściła Fiona Rüggeberg. Jej miejsce zajęła Adaya.

## Członkowie
- Oliver „SaTyr” Pade – wokal, harfa celtycka, buzuki, nyckelharpa, gitara, mandora i contrabasharpa[6]
- Rüdiger Maul – darbuka, bębny obręczowe (tar, muzhar, riq itp.), davul, timba, taiko i inne różne instrumenty perkusyjne[7]
- Niel Mitra – komputer, sekwencer, sampler[8]
- Stephan Groth (od 2012) – wokal, lira korbowa, flety, cittern[9]
- Laura Fella (od 2017) – wokal, bęben obręczowy, mandola[10]
- Adaya Lancha Bairacli (od 2020) – wokal, harfa celtycka, buzuki, gitara, dudy, flety, bodhrán, lira[11]

### Byli
- Elisabeth Pawelke (2001–2008) – wokal, lira korbowa
- Werner Schwab (1999–2001)
- Birgit Muggenthaler (1999–2001; obecnie członkini zespołu Schandmaul)
- Sandra Elflein (2008–2010) – wokal, skrzypce, lira korbowa
- Margarete „Rairda” Eibl (2010–2012) – wokal, harfa, flety, instrumenty perkusyjne, lira korbowa
- Sonja Drakulich (2012–2013) – wokal, cymbały, instrumenty perkusyjne
- Katja Moslehner (2013–2017) – wokal, bębny obręczowe[12][13]
- Fiona Rüggeberg (2002-2020) – wokal, dudy, dombra, rebab, oud, flety, chalmeux, pomort i różne instrumenty rytmiczne[14]

## Dyskografia

### Albumy studyjne
- Zaubersprüche (2002)
- Licht (2003)
- Renaissance (2005)
- Totem (2007)
- Buch der Balladen (2009)
- Eden (2011)
- Von den Elben (2013)
- Luna (2014)
- Midgard (2016)
- XV – Best Of (2018)
- Märchen & Mythen (2019)
- Pagan (2022)
- Hex (2025)

### Albumy koncertowe
- FAUN & The Pagan Folk Festival - Live feat. Sieben & In Gowan Ring (2008)

### DVD
- Lichtbilder (DVD, 2004)
- Ornament (DVD, 2008)